# Gladiatore (Kallark)
Il Gladiatore (Gladiator), il cui vero nome è Kallark, è un personaggio fittizio dei fumetti della Marvel Comics creato nel 1977 da Chris Claremont e Dave Cockrum.
È un potente alieno che si scontra spesso con Annihilus il quale è la sua nemesi.

## Biografia del personaggio
Kallark è un membro della razza degli Strontiani. Il suo popolo ha giurato fedeltà al trono Shi'ar. Tutti gli Strontiani nascono con dei grandi poteri ma riescono ad utilizzarli al meglio solo quando sono completamente dedicati ad uno scopo. Per provare la loro fedeltà e temendo una rivolta, l'imperatore T'Korr ordinò ai cadetti candidati alla Guardia Imperiale di uccidere il consiglio degli anziani di Strontia. Solo Kallark forte di una fedeltà incrollabile, riuscì nell'impresa, mentre i suoi compagni furono uccisi quando la loro devozione vacillò rendendoli deboli. Come ricompensa per le sue azioni, Kallark venne nominato Pretore (leader) della Guardia Imperiale Shi'ar.
Per anni Gladiatore ha ricoperto questo ruolo, entrando spesso in contatto con diversi supereroi (soprattutto gli X-Men) sempre in difesa dell'imperatore (D'Ken prima e Lilandra poi).
In un'occasione Gladiatore sì infiltrò come prigioniero (con la falsa accusa di tradimento) nel carcere intergalattico Kyln, per indagare sul risveglio della Creatrice lì imprigionata. Con l'aiuto di Thanos e Star-Lord riuscì a trovare un modo per imprigionarla definitivamente.
Gladiatore fu anche uno dei combattenti che Adam Warlock reclutò per combattere il Campione dell'Universo che aveva schiavizzato il pianeta Skardon, tuttavia uscì malamente sconfitto da un incontro di pugilato con il Campione.
Kallark, fedele al trono Shi'ar indipendentemente da chi lo ricopre, mantenne il suo ruolo anche durante il regno di Vulcan. Quando Vulcan morì in seguito ad uno scontro con Freccia Nera al culmine della Guerra dei Re, non essendo sopravvissuto nessuno della linea di successione In quanto Lilandra era stata da poco assassinata, Gladiatore, sebbene riluttante, accettò l'offerta di diventare il nuovo Majestor dell'Impero e si dimostrò un ottimo leader durante la guerra con il Cancroverso. Superata la crisi, pur mantenendo il suo incarico, accettò l'offerta di Cosmo di entrare a far parte del gruppo dei Devastatori insieme ad altri eroi cosmici. Con loro, riuscì a protegge Galador dagli Spettri Neri e si oppose al tentativo della Chiesa Universale della Verità di far rivivere il Magus.
Kallark ha un figlio, Kubark, noto anche come Kid Gladiator, che per punizione viene inviato sulla Terra e iscritto alla Scuola Jean Grey School for Higher Learning fondata da Wolverine per imparare di più sui suoi poteri.

### Avengers vs. X-Men
Durante la storyline Avengers vs. X-Men, Gladiatore, per proteggere il proprio figlio dalla Forza fenice, invia il Commando della morte ad uccidere il possibile ospite della Fenice prima di partire anch'egli alla volta della Terra.

## Poteri ed abilità
I poteri di Kallark, come tutti i membri della razza degli strontiani, hanno origine dalle sue potenti abilità psioniche, le quali gli donano incredibili abilità sovrumane che possono aumentare potenzialmente all'infinito o diminuire drasticamente in base alla propria sicurezza in sé stesso; comunque raramente Kallark mostrò insicurezza in battaglia e perfino contro avversari temibili come Thor, Hulk e Tyrant la sua fiducia non vacillò.
Possiede una grande forza fisica (che gli consente di competere con avversari come Thor, Hulk, Colosso, la Cosa e Wonder Man), invulnerabilità, capacità di volare, supervelocità, capacità di emettere calore dagli occhi (in maniera analoga a Superman, di cui rappresenta un omaggio).
Gladiatore è considerato come uno dei "pesi massimi" dell'universo Marvel e non senza ragione, una volta distrusse un pianeta con la sola forza dei suoi pugni, riuscì a contenere un'esplosione così potente da poter distruggere mezzo sistema solare e successivamente raggiunse la Terra muovendosi ad una velocità 100 volte superiore a quella della luce. Può facilmente volare attraverso una stella gigante rossa senza farsi un graffio e suo figlio, Kubark, disse che i suoi raggi ottici sono più caldi di una stella e di averlo visto distruggere intere lune e un buco nero. La sua vista calorifica, definita come più calda di una stella, è sufficientemente potente da pareggiare con i raggi di Tyrant (un essere creato da Galactus in persona), bucare la pelle di Hulk e attivare uno stargate. I suoi sensi sono ipersviluppati: una volta, mentre spostava degli asteroidi, riuscì a sentire un segnale shi'ar ad anni luce di distanza. Kallark è dotato di vista a raggi x, vista microscopica per vedere oggetti sub-atomici e una vista telescopica che gli permette di vedere oggetti anche se distanti anni luce
Grazie al Processo Gladiatore le sue abilità naturali furono portate al massimo e divenne capace di sopravvivere nel vuoto cosmico. Ha inoltre mostrato di essere molto longevo ma non è stato rivelato se questa è una sua naturale abilità o un effetto del processo potenziante.